# اوربتلو
اوربتلو (به ایتالیایی: Orbetello) یک کومونه در ایتالیا است که در استان گروستو واقع شده‌است.

## خصوصیات
اوربتلو ۲۲۶٫۹۸ کیلومترمربع مساحت و ۱۵٬۲۴۸ نفر جمعیت دارد و ۳ متر بالاتر از سطح دریا واقع شده‌است.